# Simon de Vos
Simon de Vos (Anversa, 20 ottobre 1603 – Anversa, 15 ottobre 1676) è stato un pittore, incisore e collezionista d'arte fiammingo.

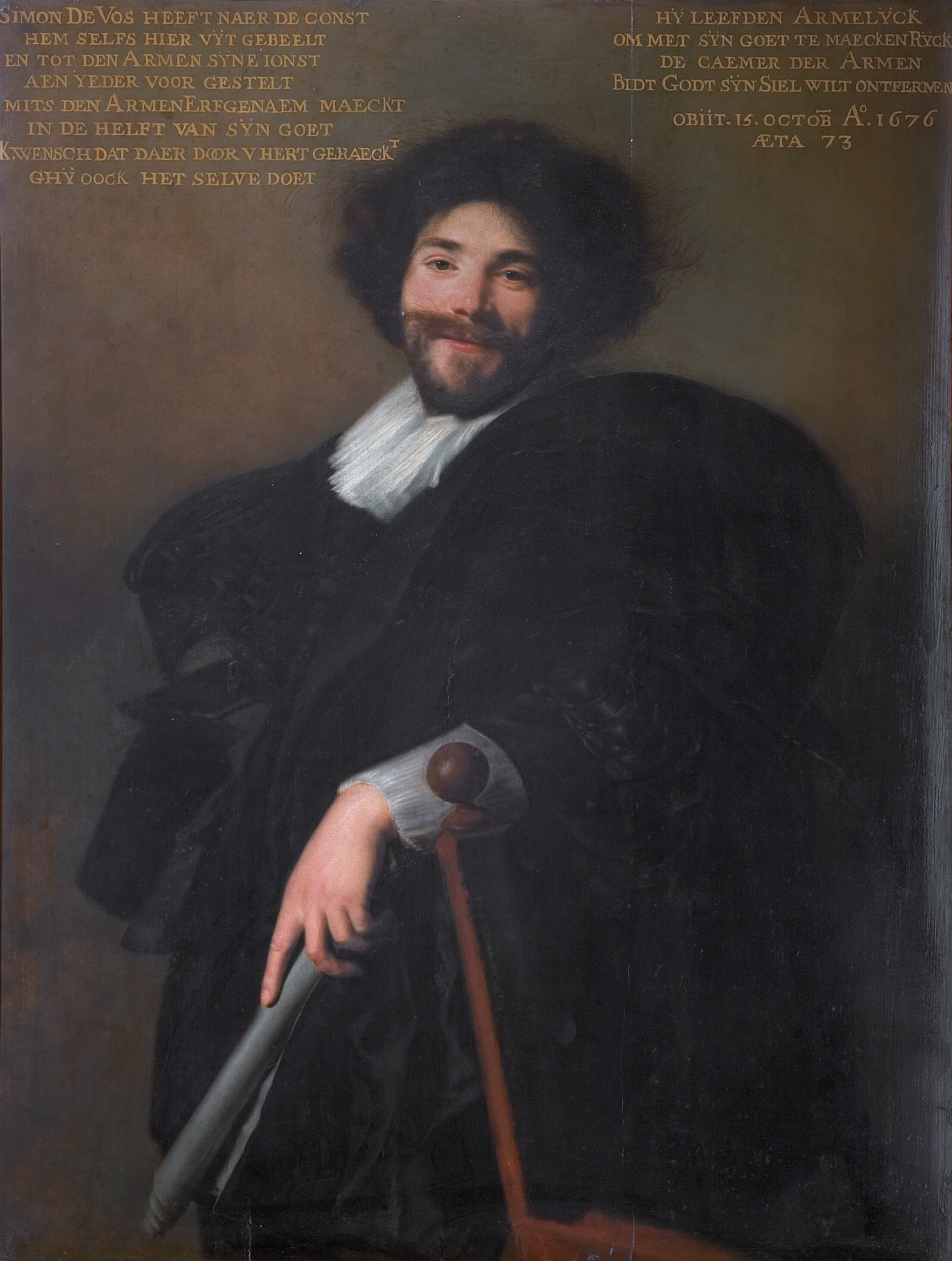
Simon de Vos di Abraham de Vries (1635)

Iniziò la sua carriera nel piccolo formato di scene di genere, in particolare di allegre compagnie Caravaggesche. Successivamente passò alla pittura storica, lavorando su formati più grandi in uno stile barocco fiammingo influenzato da Rubens e van Dyck.

## Biografia
Simon de Vos nacque ad Anversa figlio del produttore di dadi Herman de Vos e di Elisabeth van Oppen.

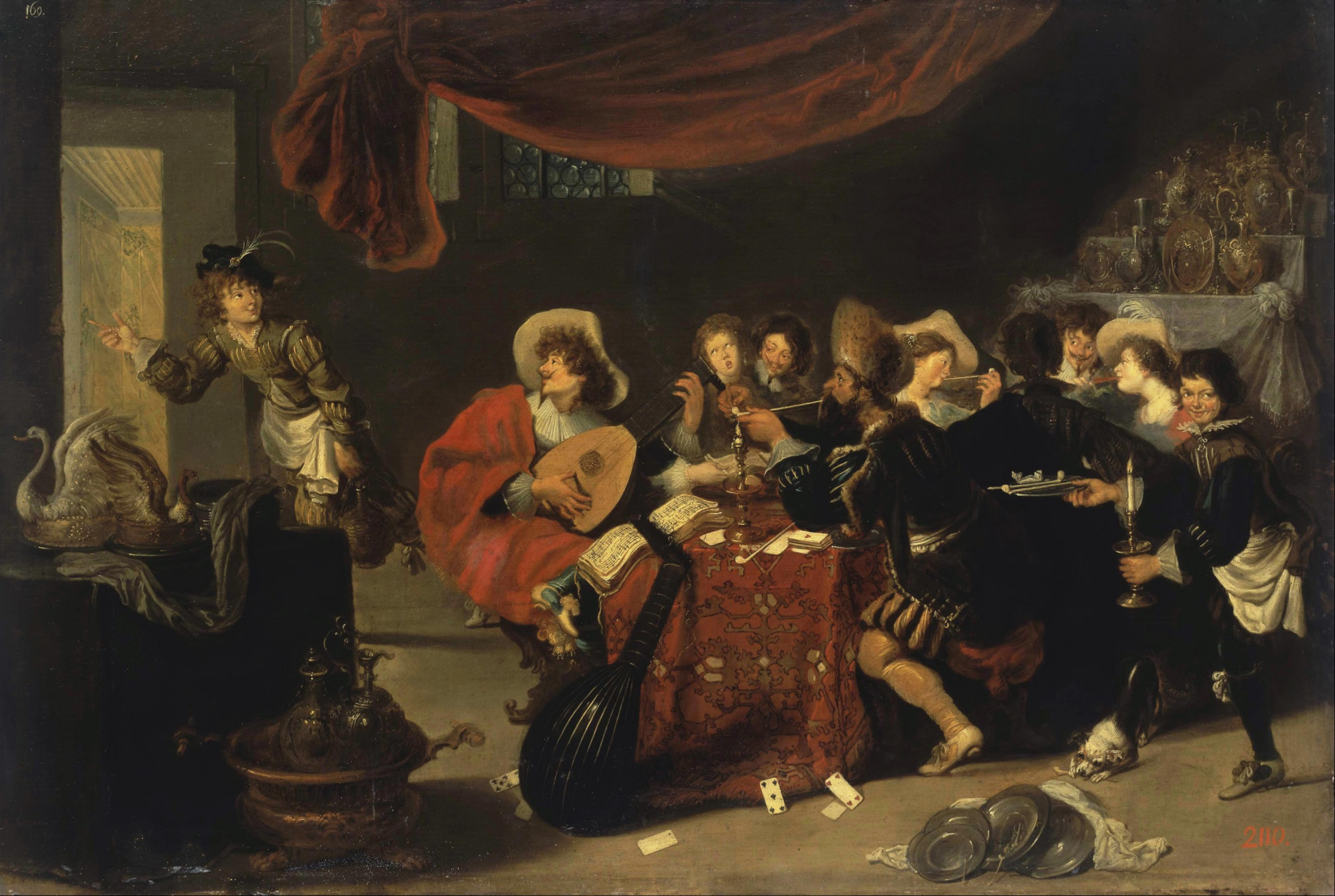
Allegra compagnia, 1631

A soli 12 anni iniziò i suoi studi artistici, nel 1615, con l'eminente ritrattista Cornelis de Vos (1584-1651), a cui non era legato da parentela. Al completamento dell'apprendistato, nel 1620, divenne, a soli 17 anni, maestro nella Corporazione di San Luca di Anversa.
C'è incertezza sui movimenti di de Vos dopo che divenne un maestro. È possibile che sia rimasto ad Anversa, dove potrebbe aver lavorato nel laboratorio di Peter Paul Rubens. In alternativa, potrebbe aver viaggiato all'estero. Un soggiorno a Roma è suggerito dai suoi primi lavori, che mostrano una somiglianza con la "vita di popolani" dei dipinti di genere del gruppo di pittori olandesi e fiamminghi attivi a Roma conosciuti come bamboccianti.
Un'influenza del pittore tedesco Johann Liss, attivo a Roma negli anni venti del XVII secolo è stata individuata nei dipinti di de Vos e potrebbe anche essere spiegata da una residenza a Roma. Inoltre, sulla base dell'attribuzione a Simon de Vos di una composizione del 1626 denominata "Raduno di fumatori e bevitori" ([Museo del Louvre], Parigi) si ritiene che de Vos risiedesse ad Aix-en-Provence in Francia verso la metà degli anni 1620.

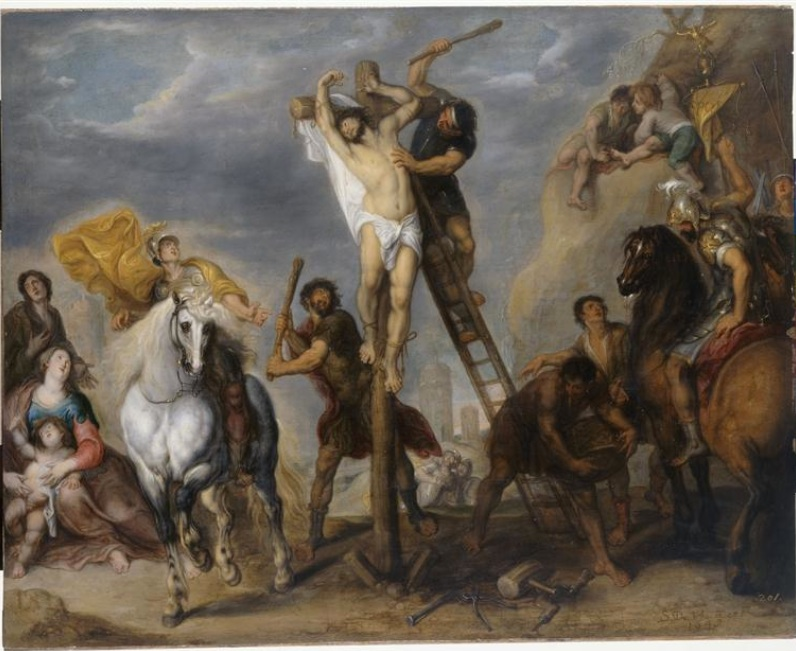
Martio di San Filippo, 1645–1648

De Vos dovrebbe essere tornato nella sua città natale nel 1626, anno in cui sposò Catharina van Utrecht, una sorella del pittore di nature morte di Anversa Adriaen van Utrecht. La coppia rimase senza figli. Lavorò ad Anversa per la maggior parte della sua vita ed è noto per aver fornito opere ai mercanti d'arte di Anversa Forchondt e Chrysostoom van Immerseel. Godette il rispetto dei suoi contemporanei, come dimostra il fatto che quando Rubens morì, la sua casa conteneva un suo dipinto. De Vos ebbe successo anche finanziariamente. Quando sua moglie morì, nel 1670, possedeva quattro proprietà ad Anversa e una collezione di 290 dipinti.
Tra il 1629 ed il 1649 ebbe sei allievi. Tra questi Gregori de Greeff, l'altro Jan van Kessel (ca. 1620- 1661), Jan van Kessel il Vecchio e Caspar van Opstal.

## Opere

### Prime opere: pittura di genere
Le sue prime opere erano scene di genere di piccolo formato, comprendenti allegre compagnie e ritratti di gruppo. Erano composti in costruzione piramidale manieristica. Le impostazioni erano vagamente disegnate e i colori ricchi e spesso sfarzosi. Il suo stile, in questo periodo, era vicino a quello del pittore tedesco Johann Liss - attivo in Italia negli anni 1620 (in particolare nel trattamento Caravaggesco delle allegre compagnie) e Frans Francken il Giovane.  Mostrava inoltre un'influenza dei Caravaggisti di Utrecht.

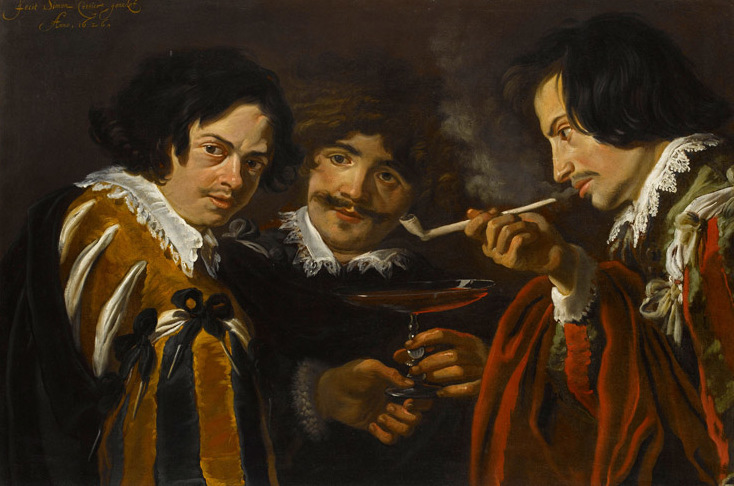
Riunione di fumatori e bevitori, 1626

Un esempio dei dipinti di questo periodo è Riunione di fumatori e bevitori (Museo del Louvre, Parigi) del 1626. Il dipinto raffigura tre giovani a mezzo busto che si godono una pipa e un bicchiere di vino. Si presume che le persone rappresentate siano Simon de Vos stesso (nel mezzo), affiancato a sinistra da Jan Cossiers e a destra da Johan Geerlof. Cossiers e Geerlof erano due amici-artisti di de Vos che si erano stabiliti anche ad Aix-en-Provence. Tipico dei suoi primi lavori, Simon de Vos dipinse i volti in questa composizione con spessi tratti e occhi ben distanziati. La composizione del dipinto, che incornicia strettamente tre figure a mezzo busto, è chiaramente influenzata dai caravaggisti di Utrecht. Simon de Vos utilizzava gli effetti di luce tipici dei caravaggisti accendendo i volti degli artisti dal lato sinistro del dipinto, facendo risaltare i volti sullo sfondo neutro. L'ispirazione per il dipinto potrebbe essere stata la prima opera dello stesso Caravaggio, che Simon de Vos avrebbe potuto vedere se avesse visitato Roma.
Le sue opere dalla fine degli anni 1620 fino al 1640 circa, fatte dopo essere tornato ad Anversa, sono per lo più piccole allegre compagnie e scene di genere cortese che ricordano i contemporanei pittori olandesi Dirck Hals e Pieter Codde.

### Ultime opere: pittura storica
Dopo il 1640, de Vos si allontanò quasi del tutto dalle scene di genere e dipinse per lo più argomenti religiosi, scene di storia e allegoriche, influenzato stilisticamente prima da Rubens e poi da Antoon van Dyck. Un esempio Il martirio di San Filippo (c. 1645–1648) nel Museo reale di belle arti di Anversa.

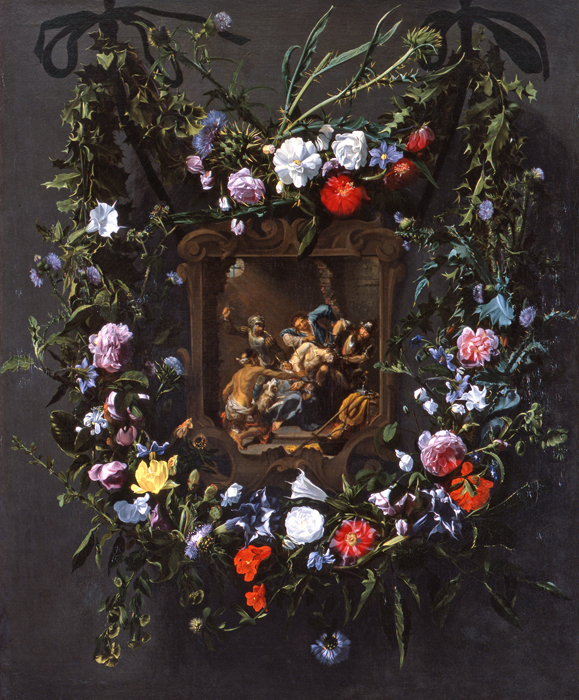
Ghirlanda di fiori che circonda la derisione di Cristo sulla croce

Questi ultimi lavori erano generalmente più grandi di formato, ma usavano le formule compositive dei dipinti di galleria e quindi sembrano mancare di equilibrio. Durante questo periodo creò anche una serie di 12 pitture dalla Genesi (1635-44; Cattedrale di Siviglia e altrove), che comprendono un gran numero di animali. Si presume quindi che Simon de Vos fosse probabilmente uno specialista nel campo della pittura di animali.

### Collaborazioni
Come era pratica corrente ad Anversa nel XVII secolo, de Vos spesso collaborò con altri artisti che erano specialisti nel loro campo.
È noto per aver collaborato con i pittori di fiori Daniel Seghers e Alexander Adriaenssen sui cosiddetti "dipinti di ghirlande". I dipinti di ghirlande sono un tipo speciale di nature morte sviluppate ad Anversa da Jan Brueghel il Vecchio in collaborazione con il cardinale italiano Federico Borromeo all'inizio del XVII secolo. Il genere era inizialmente collegato all'immagine visiva del movimento della Controriforma. Fu ulteriormente ispirato dal culto della venerazione e della devozione a Maria prevalente presso la corte degli Asburgo (quindi i governanti dei Paesi Bassi meridionali) e ad Anversa in generale. I dipinti di ghirlande mostrano generalmente una ghirlanda di fiori attorno a un'immagine devozionale, a un ritratto o ad altri simboli religiosi (come l'ostia consacrata). I dipinti di ghirlanda erano di solito delle collaborazioni tra un pittore di nature morte e uno di figure.
Un esempio di collaborazione tra Vos e Seghers è il dipinto di ghirlanda Ghirlanda di fiori che circonda la derisione di Cristo sulla croce (c. 1643, Nasher Museum of Art), che mostra una ghirlanda di fiori dipinta da Daniel Seghers attorno ad un cartiglio rappresentante la derisione di Cristo di de Vos.  De Vos collaborò anche con il pittore di animali Frans Snyders.

## Note

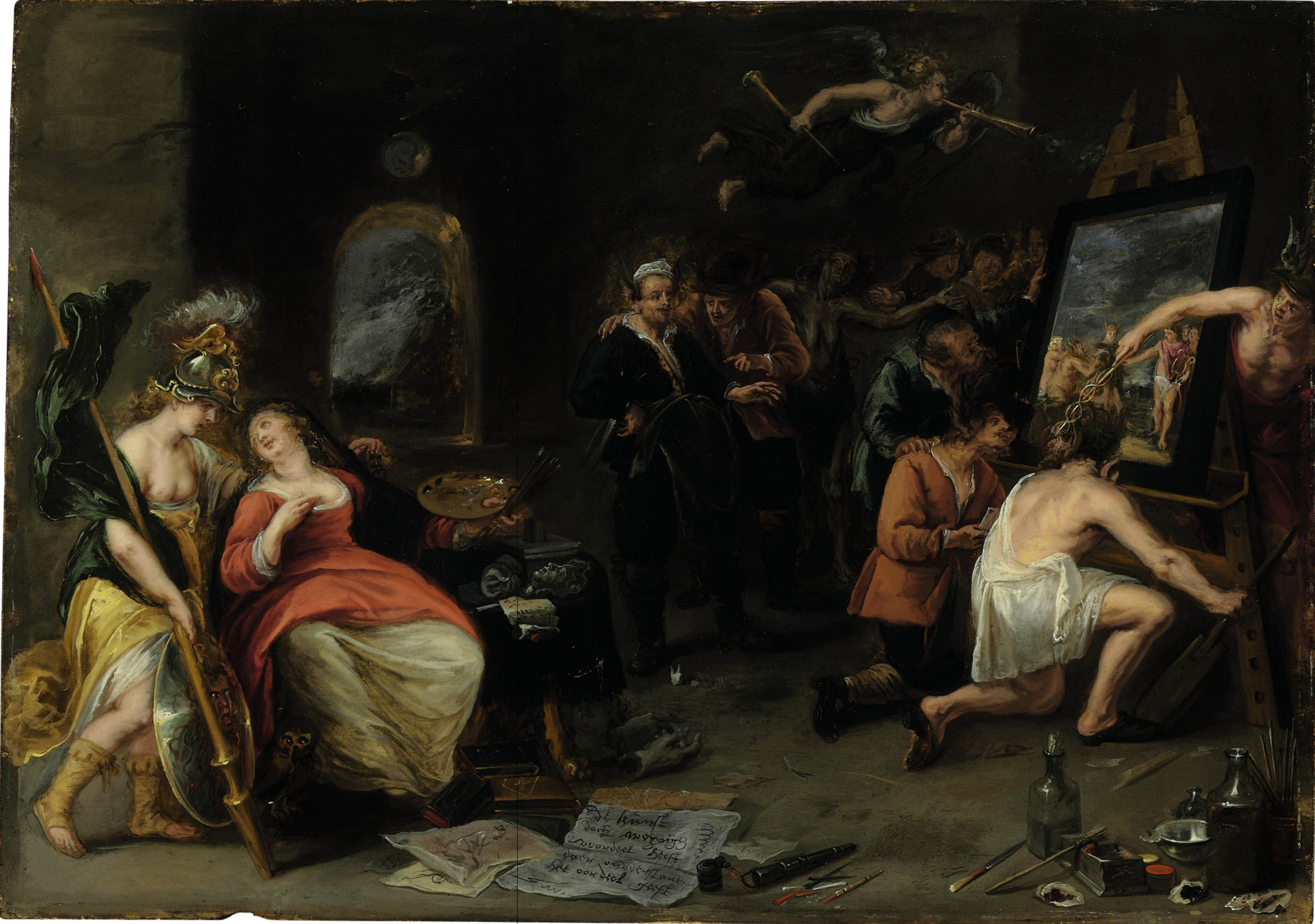
Minerva e Mercurio proteggono la pittura contro l'ignoranza e la calunnia